# Сельское поселение «Село Верхняя Эконь»
Се́льское поселе́ние «Село Верхняя Эконь» — муниципальное образование в Комсомольском районе Хабаровского края Российской Федерации.
Административный центр — село Верхняя Эконь.

## История
Статус и границы сельского поселения установлены Законом Хабаровского края от 28 июля 2004 года № 208 «О наделении посёлковых, сельских муниципальных образований статусом городского, сельского поселения и об установлении их границ».

## Население
| 2010 | 2011 | 2012 | 2013 | 2014 | 2015 | 2016 | 2017 | 2018 |
| ---- | ---- | ---- | ---- | ---- | ---- | ---- | ---- | ---- |
| 531  | ↗535 | ↘517 | ↘498 | ↘480 | ↗482 | ↘460 | ↘445 | ↗456 |
| 2019 | 2020 | 2021 |      |      |      |      |      |      |
| ↗484 | ↘482 | ↗501 |      |      |      |      |      |      |

## Состав сельского поселения
| № | Населённый пункт | Тип населённого пункта       | Население |
| - | ---------------- | ---------------------------- | --------- |
| 1 | Верхняя Эконь    | село, административный центр | ↗501      |

## Местное самоуправление
Главы сельского поселения
- с 29.01.2023 года — Алла Сергеевна Долгая